# کوروک‌لو (قره‌عیسی‌لی)
کوروک‌لو (به ترکی استانبولی: Körüklü) یک منطقهٔ مسکونی در ترکیه است که در کارایسالی واقع شده‌است.